# 托尼·斯科特
安東尼·大衛·史考特（英語：Anthony David Scott，1944年6月21日—2012年8月19日），暱稱為托尼·斯科特（英語：Tony Scott），英国电影导演、電影監製，也是電影導演雷利·史考特的弟弟。

## 生平
生于英格兰泰恩-威尔郡的北希尔兹。其哥哥里德利·斯科特也是一位电影导演。曾就读于桑德兰大学美术系和皇家艺术学院。1973年，托尼·斯科特与哥哥共同组建了一家广告制作公司，制作了大量优秀的广告作品。其导演电影处女作是1983年的现代吸血鬼影片《千年血后》，由凯瑟琳·德纳芙、大卫·鲍伊主演。1986年，托尼·斯科特执导了由汤姆·克鲁斯主演的超级大片《捍衛戰士》，其中的空战镜头让这部电影在全球引起了轰动。次年又凭借影片《比佛利山超級警探2：轟天雷》确定了自己在好莱坞最佳动作片导演之一的地位。
2012年8月19日周日中午，他于洛杉矶圣佩德罗的文森特·汤玛斯大桥跳橋自杀輕生，享年68岁。警察在托尼·斯科特的车中发现了一份联系清单，而调查人员随后在他办公室内发现了真正的遗书。他的葬礼于8月24日在洛杉矶举行，雷德利·斯科特等人参加。
他逝世后，遺下妻子Donna Wilson Scott，以及两个双胞胎儿子Frank 和 Max。

## 执导电影
- 1968年：《失踪事件之一（英语：One of the Missing (film)）》（One of the Missing）
- 1970年：《愛的記憶》（Loving Memory）
- 1976年：《貝爾特拉菲奧的作者》（L'auteur de Beltraffio；電視電影）
- 1983年：《千年血后》（The Hunger）
- 1986年：《捍衛戰士》（Top Gun）
- 1987年：《比佛利山超級警探2：轟天雷》（Beverly Hills Cop II）
- 1990年：
  - 《與狼共枕（英语：Revenge (1990 film)）》（Revenge）
  - 《霹靂男兒》（Days of Thunder）
- 1991年：《終極尖兵》（The Last Boy Scout）
- 1993年：《絕命大煞星》（True Romance）
- 1995年：《赤色风暴》（Crimson Tide）
- 1996年：《烈火終結令（英语：The Fan (1996 film)）》（The Fan）
- 1998年：《全民公敌》（Enemy of the State）
- 2001年：《间谍游戏》（Spy Game）
- 2002年：《寶馬廣告精選》（The Hire）；章節：《擊敗魔鬼》（Beat the Devil；短片）
- 2004年：
  - 《火線救援》（Man on Fire）
  - 《橙劑（英语：Agent Orange (film)）》（Agent Orange；短片）
- 2005年：《女模煞（英语：Domino (2005 film)）》（Domino）
- 2006年：《時空線索》（Déjà Vu）
- 2009年：《亡命快劫（英语：The Taking of Pelham 123 (2009 film)）》（The Taking of Pelham 123）
- 2010年：《煞不住》（Unstoppable）